# Heavy metal umlaut
În stilul muzical heavy metal, umlautul este folosit ca o metodă de branding extern (acțiunea de a da nume străine unor produse autohtone pentru a amplifica impactul asupra potențialilor cumpărători; de exemplu nume franțuzești pentru vinuri și parfumuri, sau nume italiene pentru pizza și spaghete). Trupele care folosesc umlautul în numele lor evocă stereotipuri de forță, curaj și sete de aventură caracteristice triburilor germanice cum ar fi vikingii, vandalii și goții. În acest context, umlautul are doar valoare simbolică și nu modifică pronunția numelui formației care îl folosește. În mod ironic, în limbile în care este folosit, vocalele modificate de umlaut sunt percepute ca mai "rotunjite" sau mai "ușoare" decât vocalele originale, deci nu dau impresia de forță, ci chiar din contră.
Prima trupă care a folosit umlautul în cadrul numelui este Blue Öyster Cult în 1970. Mai multe formații au urmat acest exemplu, printre cele mai cunoscute fiind Motörhead și Mötley Crüe.